# Xylosma
Xylosma är ett släkte av videväxter. Xylosma ingår i familjen videväxter.

## Bildgalleri

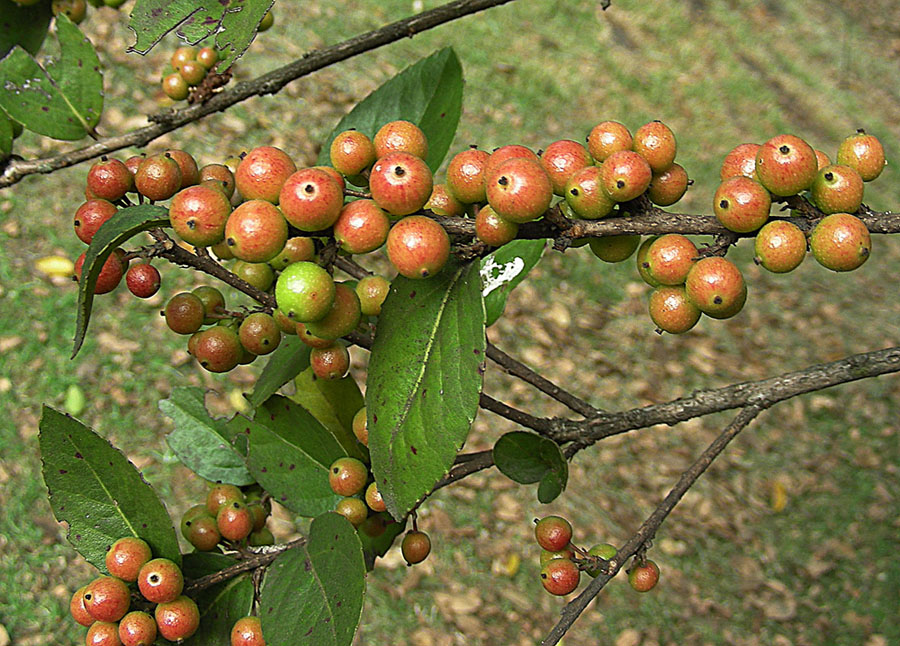
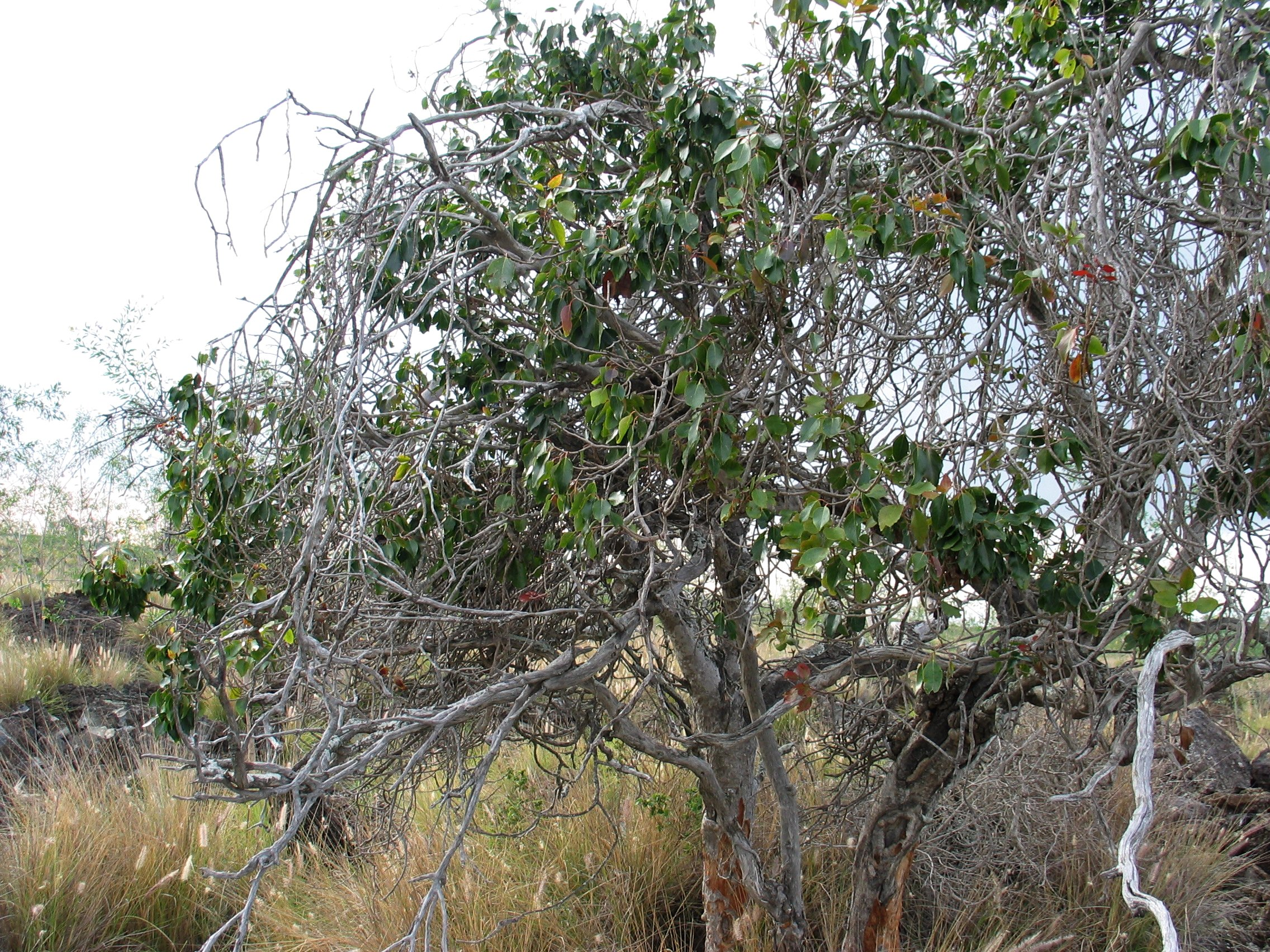
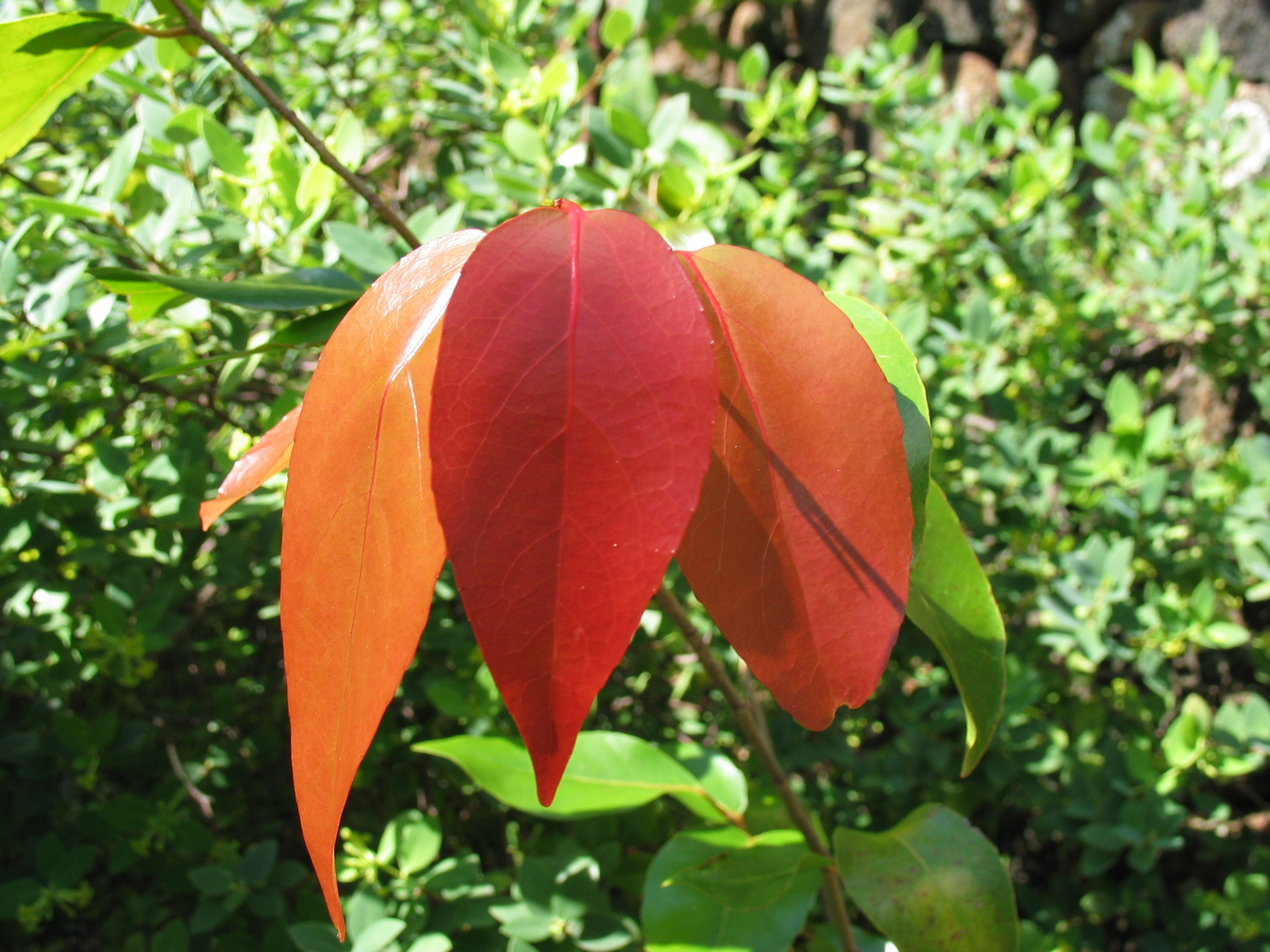
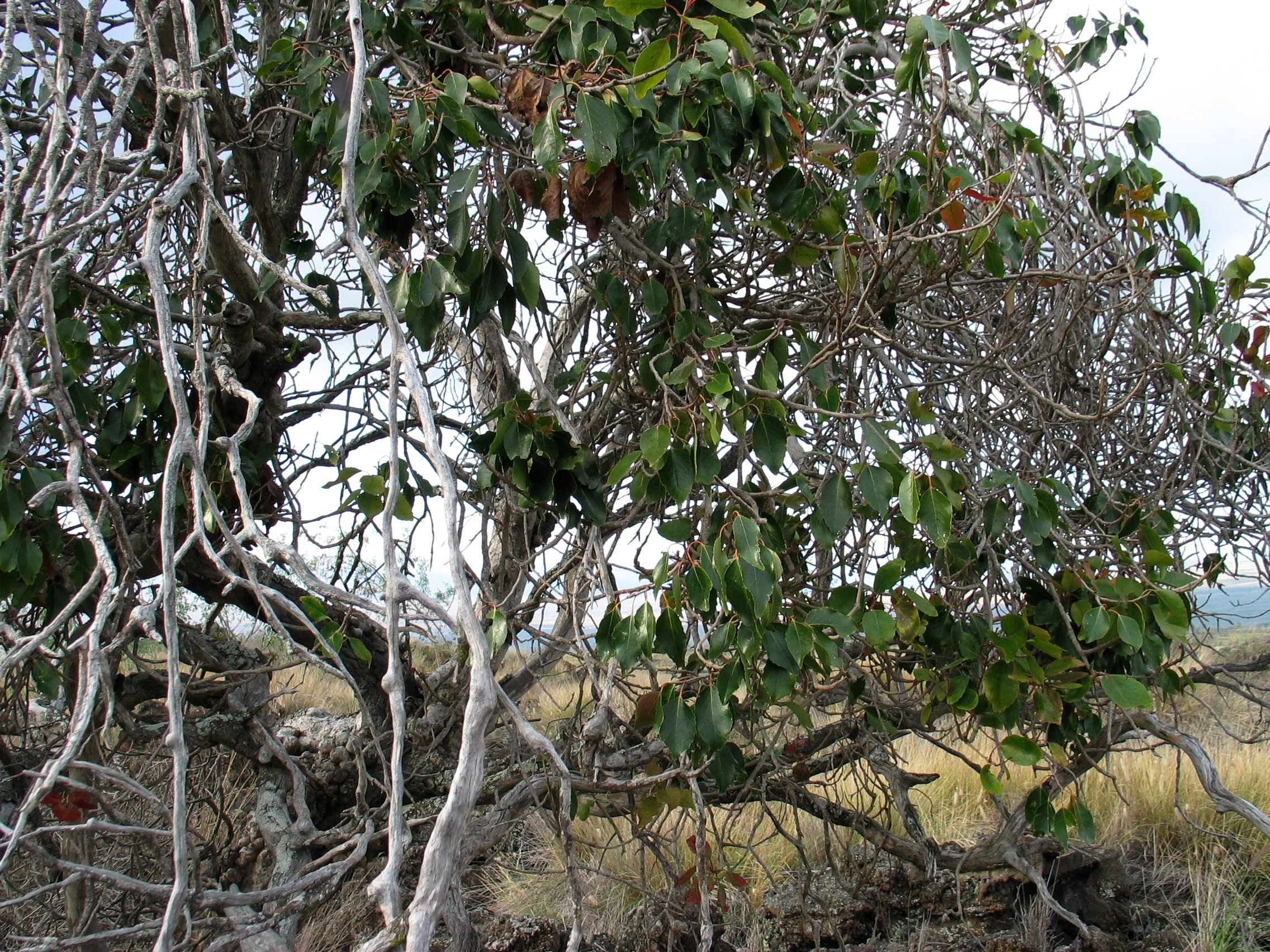
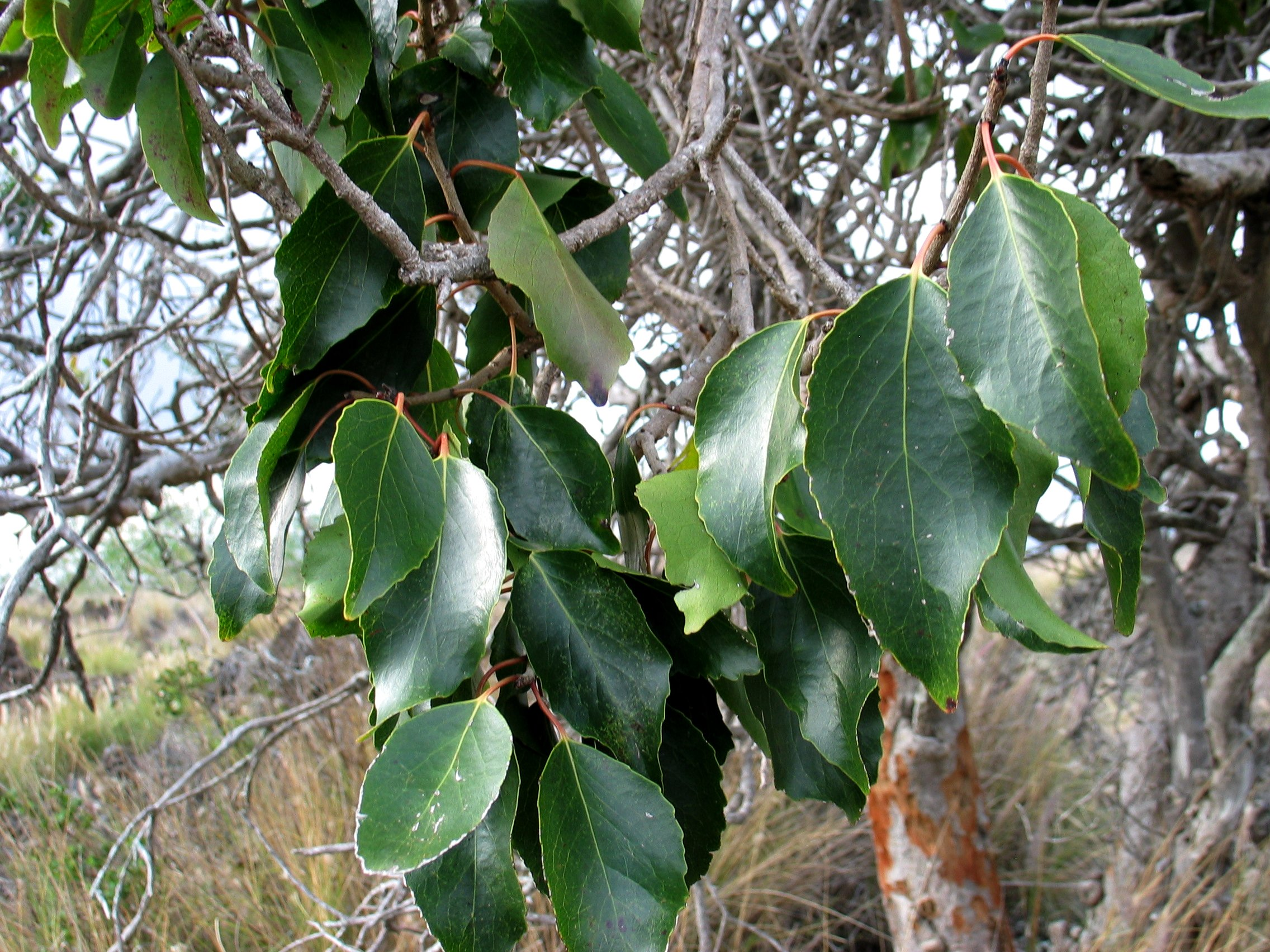
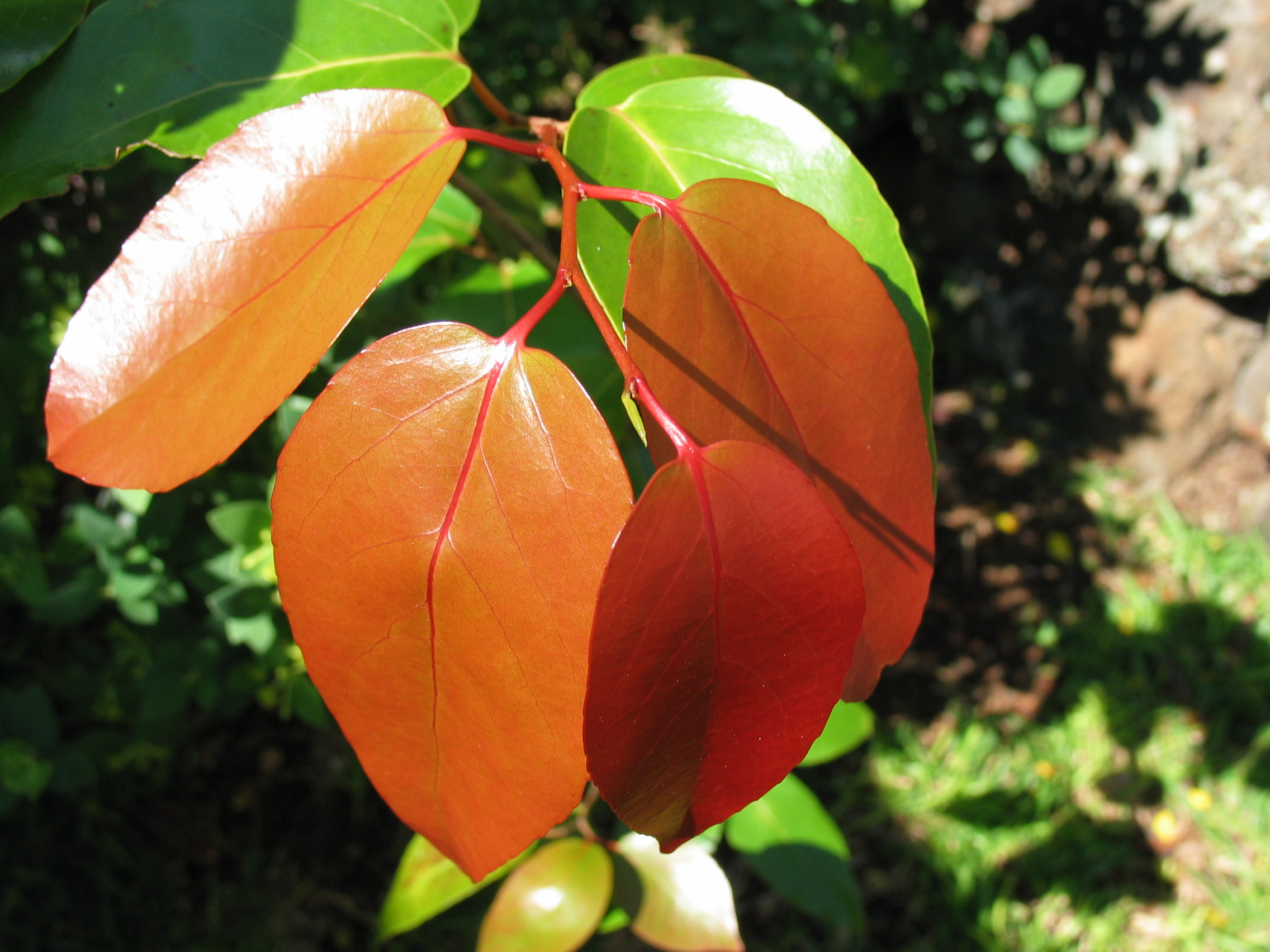

## Dottertaxa tillXylosma, i alfabetisk ordning[1]
- Xylosma acunae
- Xylosma arnoldii
- Xylosma avilae
- Xylosma bahamense
- Xylosma benthamii
- Xylosma bernardianum
- Xylosma bolivianum
- Xylosma boulindae
- Xylosma brachystachys
- Xylosma buxifolium
- Xylosma capillipes
- Xylosma characantha
- Xylosma chiapensis
- Xylosma chlorantha
- Xylosma ciliatifolium
- Xylosma cinereum
- Xylosma claraense
- Xylosma confusum
- Xylosma controversa
- Xylosma cordata
- Xylosma coriaceum
- Xylosma crenatum
- Xylosma domingensis
- Xylosma dothioense
- Xylosma elegans
- Xylosma excelsa
- Xylosma fawcettii
- Xylosma flexuosum
- Xylosma gigantifolium
- Xylosma glaberrimum
- Xylosma glaucescens
- Xylosma grossecrenatum
- Xylosma guillauminii
- Xylosma hawaiiense
- Xylosma heterophylla
- Xylosma hispidula
- Xylosma iberiensis
- Xylosma inaequinervium
- Xylosma infestum
- Xylosma intermedium
- Xylosma kaalaense
- Xylosma lancifolium
- Xylosma lifuanum
- Xylosma lineolatum
- Xylosma longifolium
- Xylosma longipedicellata
- Xylosma longipetiolata
- Xylosma lucidum
- Xylosma luzonensis
- Xylosma maidenii
- Xylosma martinicense
- Xylosma molestum
- Xylosma nervosum
- Xylosma nipensis
- Xylosma obovatum
- Xylosma oligandrum
- Xylosma orbiculatum
- Xylosma ovatum
- Xylosma pachyphyllum
- Xylosma palawanensis
- Xylosma panamensis
- Xylosma pancheri
- Xylosma papuanum
- Xylosma parvifolium
- Xylosma paucinervosa
- Xylosma peltatum
- Xylosma pininsulare
- Xylosma prockia
- Xylosma proctorii
- Xylosma prunifolium
- Xylosma pseudosalzmannii
- Xylosma pubescens
- Xylosma quichense
- Xylosma racemosum
- Xylosma raimondii
- Xylosma rhombifolia
- Xylosma roigiana
- Xylosma rubicundum
- Xylosma ruizianum
- Xylosma rusbyana
- Xylosma samoensis
- Xylosma sanctae-annae
- Xylosma schaefferioides
- Xylosma schroederi
- Xylosma schwaneckeanum
- Xylosma senticosum
- Xylosma serpentinum
- Xylosma serratum
- Xylosma simulans
- Xylosma smithiana
- Xylosma spiculiferum
- Xylosma suaveolens
- Xylosma suluensis
- Xylosma sumatranum
- Xylosma terrae-reginae
- Xylosma tessmannii
- Xylosma tuberculatum
- Xylosma tweediana
- Xylosma velutinum
- Xylosma venosum
- Xylosma vincentii